# Herbert Meyer (Reiter)
Herbert Meyer (* 14. Februar 1939) ist ein ehemaliger deutscher Springreiter und war Bundestrainer der deutschen Springreiter.
Das Reiten erlernte Herbert Meyer bei seinem Vater Hinrich sowie bei Josef Meyer, einem ehemaligen Kavalleristen. Seine weitere Ausbildung erhielt er an der Reitakademie München-Riem, wo Prinz Friedrich von Hannover sein Chef und Hans-Heinrich Brinckmann seine wichtigste Bezugsperson wurden. In jungen Jahren ritt Meyer auch Vielseitigkeitsprüfungen. 
Herbert Meyer bestritt 10 Nationenpreise. Eine Teilnahme bei Olympischen Spielen blieb ihm verwehrt, da 1968 sein damals bestes Pferd, Deichgraf, an Krebs einging. Nach eigener Aussage hätte er mit ihm die Qualifikation für die Spiele in Mexiko-Stadt geschafft.
Seit 1969 war er Bundestrainer im Juniorenbereich. 1985 wurde er Nachfolger des tödlich verunglückten Hermann Schridde im Amt des leitenden Bundestrainers der deutschen Springreiter. Meyer amtierte bis zu den Olympischen Sommerspielen 2000 in Sydney. Unter seiner Regie wurden fünf olympische Goldmedaillen, drei Titel bei Weltmeisterschaften und drei bei Europameisterschaften gewonnen. Er zählt damit zu den erfolgreichsten Bundestrainern aller Sportarten in Deutschland.
Am 12. März 1989 wurde ihm der Titel „Reitmeister“ verliehen.